# Paul Schneider (skådespelare)
Paul Andrew Schneider, född 16 mars 1976 i Asheville, North Carolina, är en amerikansk skådespelare. Han är bland annat känd för sin medverkan i filmen Mordet på Jesse James av ynkryggen Robert Ford och sitcom-serien Parks and Recreation.